# Waitin’ for the Night
Waitin’ for the Night (МФА:ˈweɪtɪŋ fɔːr ðə naɪt) — третий студийный альбом американской рок-группы The Runaways. Первоначально он был выпущен 7 октября 1977 года на лейбле Mercury.

## Об альбоме
Это первый альбом, в котором группа представлена как квартет, поскольку после ухода Шери Кэрри на сольную карьеру роль вокалистки взяла на себя ритм-гитаристка Джоан Джетт, а Вики Блю заменила Джеки Фокс на басу соответственно.
Хотя альбом и не попал в чарты в США, он имел некоторый успех в Европе. В шведском хит-параде он занял 34-ю позицию, продержавшись в нём пять недель, а ведущий сингл «School Days» достиг 29-го места во Фламандском регионе Бельгии.

## Список композиций
| №  | Название                | Автор(ы)                | Длительность |
| -- | ----------------------- | ----------------------- | ------------ |
| 1. | «Little Sister»         | Джоан Джетт, Инго Астен | 3:04         |
| 2. | «Wasted»                | Джоан Джетт, Ким Фоули  | 3:24         |
| 3. | «Gotta Get Out Tonight» | Джоан Джетт             | 3:31         |
| 4. | «Wait for Me»           | Джоан Джетт             | 4:53         |
| 5. | «Fantasies»             | Лита Форд               | 5:36         |

| №                   | Название                | Автор(ы)                           | Длительность |
| ------------------- | ----------------------- | ---------------------------------- | ------------ |
| 1.                  | «School Days»           | Джоан Джетт, Ким Фоули             | 2:53         |
| 2.                  | «Trash Can Murders»     | Лита Форд                          | 3:14         |
| 3.                  | «Don’t Go Away»         | Джоан Джетт                        | 3:18         |
| 4.                  | «Waitin’ for the Night» | Джоан Джетт, Ким Фоули, Кари Кроум | 5:02         |
| 5.                  | «You’re Too Possessive» | Джоан Джетт                        | 4:06         |
| Общая длительность: | Общая длительность:     | Общая длительность:                | 39:01        |

## Участники записи
Список составлен в соответствии с информацией базы данных Discogs.

| The Runaways: - Джоан Джетт — ритм-гитара, вокал - Лита Форд — соло-гитара; бэк-вокал - Вики Блю — бас-гитара; бэк-вокал - Сэнди Уэст — ударные; бэк-вокал | Технический персонал: - Ким Фоули — музыкальный продюсер - Тави Моут — звукоинженер - Шерри Клейн — ассистент звукоинженера - Джерри Хофф — A&R-менеджер - Барри Левин — фотограф - Джон Юсси — разработчик логотипа - Дэвид Кролл — дизайнер |

## Позиции в хит-парадах
Еженедельные чарты:
| Хит-парад (1977—1978) | Высшая позиция | Пребывание |
| --------------------- | -------------- | ---------- |
| Швеция (Topplistan)   | 34             | 5 недель   |